# Cattedrale dell'Artico
La cattedrale dell'Artico (in lingua norvegese Ishavskatedralen, letteralmente "la cattedrale del mar Artico") è una chiesa situata nella città di Tromsø, nella parte settentrionale della Norvegia.
Formalmente è una chiesa, e non una cattedrale (non deve infatti essere confusa con la cattedrale di Tromsø); è stata costruita nel 1965 in stile moderno, prevalentemente in cemento, su progetto di Jan Inge Hovig.
Tra le più note costruzioni di Tromsø, è stata paragonata alla celebre Opera House di Sydney, per le evidenti similarità architettoniche.